# Revista de mangá

As revistas de mangás são importantes e muito específicas para o público alvo,ou seja, tem um nível de complexidade para ambas as idades. Ajuda

As revistas de mangás (漫画雑誌, mangashis) são antologias publicadas em intervalos regulares, essas antologias são compostas centenas de páginas e se parecem com listas telefônicas (a maior delas é  a Shonen Gangan, revista mensal que regularmente tem mais de 600 páginas).
No Japão, quase todas as séries de mangá são publicadas antes em revistas, essas série são encadernadas nos chamados tankōbons.
Cada revista centra-se em um público alvo específico, para informações demográficas, as revistas são divididas em cinco grupos etários principais, que incluem:
- Kodomo - revistas destinadas a crianças pequenas.
- Shōjo - revistas destinadas a meninas/mulheres jovens.
- Shōnen - revistas destinadas a meninos/homens jovens.
- Josei - revistas voltadas para mulheres mais velhas.
- Seinen - revistas destinadas a homens mais velhos.

O formato destas antologias é geralmente maior do que o dos volumes encadernados. Elas são especialmente econômicos e impressas em papel reciclado (geralmente papel jornal) e em preto e branco.

## Funcionamento das revistas de mangá
Cada série é supervisionado por um editor, que garante que os prazos de publicação sejam cumpridos, aconselhar o mangaka sobre direções futuras e seleciona nova série a serem publicadas.
A editora baseia as suas decisões sobre os resultados de pesquisas realizadas em cada revista para os leitores. O resultado das pesquisas é inserida em cada revista.
O resultado indica a popularidade de cada série, que normalmente encontrou o seu reflexo no sumário da revista: a série publicada no início da revista são as mais populares e têm mais probabilidade de ter páginas coloridas, enquanto as séries de menor popularidade são relegadas para o final e correm o risco de serem canceladas. Os números de vendas são obrigatórios, finalmente, indicam para a editora, se é conveniente ou não publicar volumes encadernados.
Na direção oposta o mangaka, das séries mais populares são fortemente encorajados a continuar sua série, então eles são apresentados tecnicamente e podem ter ser a série adaptado em anime.
Muitos mangakás são selecionados em concursos promovidos pelas revistas.

## Lista
- Action Hiken (Brasil)
- Big Comic Original
- COM
- Comic Beam
- Garo
- Hana to Yume
- LaLa DX
- Margaret (revista)
- Nakayoshi
- Newtype
- Shogaku
- Shonen Gangan
- Shonen Jump
- Shonen Magazine
- Shonen Sunday
- Young Ace
- Young Jump